# Hodgeman County
Hodgeman County is een county in de Amerikaanse staat Kansas.
De county heeft een landoppervlakte van 2.227 km² en telt 2.085 inwoners (volkstelling 2000). De hoofdplaats is Jetmore.

## Bevolkingsontwikkeling

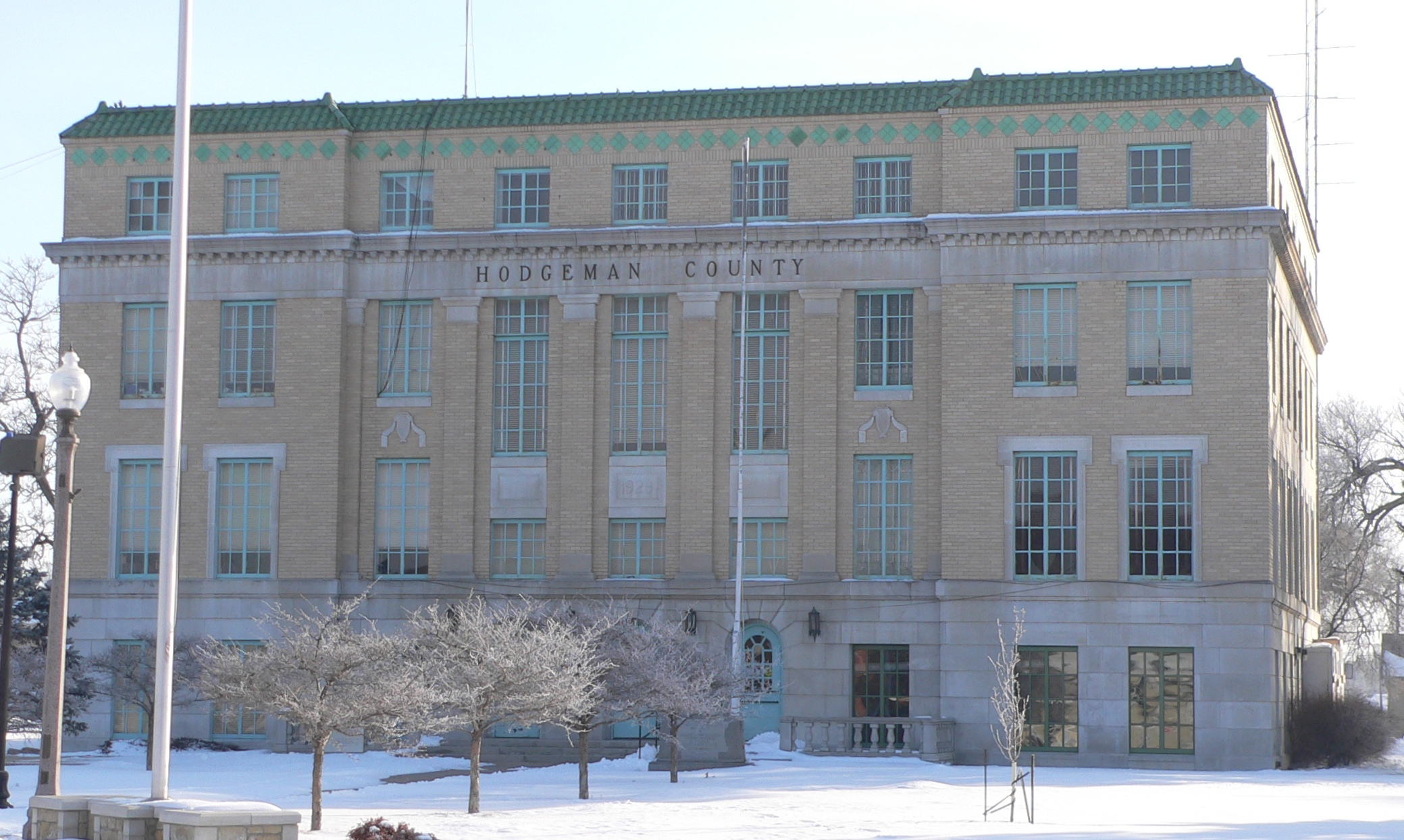
Hodgeman County